# Synagoge (Haaksbergen)
De synagoge van Haaksbergen is een 19e-eeuwse synagoge in Haaksbergen in de Nederlandse provincie Overijssel, in gebruik door de Liberaal Joodse Gemeente Twente.

## Ligging
De synagoge van Haaksbergen staat aan de Ruisschenborgh, in het centrum, pal naast het stadhuis. In 1825 werd een stuk grond aangekocht aan de Morsinkhofsteeg om een synagoge te bouwen. Het in boerengotiek opgetrokken gebouwtje van tien bij zeven meter stamt uit 1828 en werd gebouwd van sloopmaterialen van de ter plaatse afgebroken villa De Stoepe van de familie Van der Sluys, die uit 1737 stamde. Derhalve zijn er enkele details terug te vinden uit die periode, waaronder vensterbanken, een gevelsteen en enkele grote bentheimer zandstenen, die gebruikt zijn in de fundering. De monumentale entree van de villa is thans terug te vinden als ingang in de Richtershof, naast de Nederlands Hervormde kerk in de Jhr. von Heydenstraat. Ook de gotische spitsboogramen en de stenen omlijstingen zijn authentiek en liepen vooruit op de neogotiek van het eind van de negentiende eeuw. In 1908 is bij een verbouwing de wolfskap verbouwd tot het huidige zadeldak.
Oorspronkelijk zat aan de noordmuur een ritueel bad, het mikwe, vastgebouwd, en was er naast de synagoge een klein Joods schoolgebouw gevestigd. Bij de verbouwing van 1908 is dat mikwe gesloopt en werd de Joodse school verbouwd tot ritueel badhuis.

## Gebruik
Bij de inwijding van de synagoge in 1828 bestond er al vele jaren een Joodse gemeente, die voordien gebruik maakte van de oude turfschuur van de familie Waanders voor de erediensten. Het heeft vele jaren geduurd voordat er toestemming werd verkregen voor de bouw van een synagoge, die uiteindelijk door persoonlijk ingrijpen van wethouder Jordaan werd verkregen. In 1908 werd het gebouw ingrijpend gerenoveerd. Het bestaande mikwe werd gesloopt en de ernaast gelegen Joodse school werd omgebouwd tot nieuw mikwe. De meeste kinderen van de Joodse gemeente volgden hierdoor nu hun Joodse les na schooltijd op de verderop in de straat gelegen openbare school, thans VVV-kantoor en theater. Bij de renovatie werd de biema opnieuw opgebouwd. De jongeliedenvereniging Dowor Touv, Een Goede Zaak, bood de Joodse gemeente een nieuwe Thorarol aan en de damesvereniging Bigdei Koudesh had voor deze gelegenheid nieuw ritueel textiel vervaardigd, waaronder een donkerrood parochet. Bij de herinwijding was opperrabbijn Samuel Juda Simon Hirsch (1872-1941) uit Zwolle aanwezig.
Na de bezettingsjaren van 1940 tot 1945, tijdens welke 32,3 % van de Haaksbergse Joodse bevolking om het leven kwam, werd de synagoge na de bevrijding weer in gebruik genomen door de Nederlands Israëlitische gemeente van Haaksbergen waartoe een groot deel van de 67,8 % overgebleven joodse Haaksbergenaren behoorden.
In 1948 werd de voormalige moedersynagoge te Goor opgeheven. De Haaksberge joodse gebouwen hebben de Duitse bezetting goed doorstaan, maar van de roerende goederen van de Joodse gemeente Haaksbergen ging veel verloren.
Nadat in 1968 wegens een gestaag teruglopend ledental de laatste eredienst was gehouden, werd in 1972 de NIG Haaksbergen bij die van Hengelo gevoegd. De synagoge en het joodse badhuis kwamen leeg te staan en raakten met de gemetselde omheining in verval. Onder burgemeester Ton Stadhouders werd besloten de synagoge te restaureren en kreeg ze de monumentenstatus. Daarbij werd het historische mikwe (ritueel badhuis) in 1978 gesloopt.

## Tegenwoordig

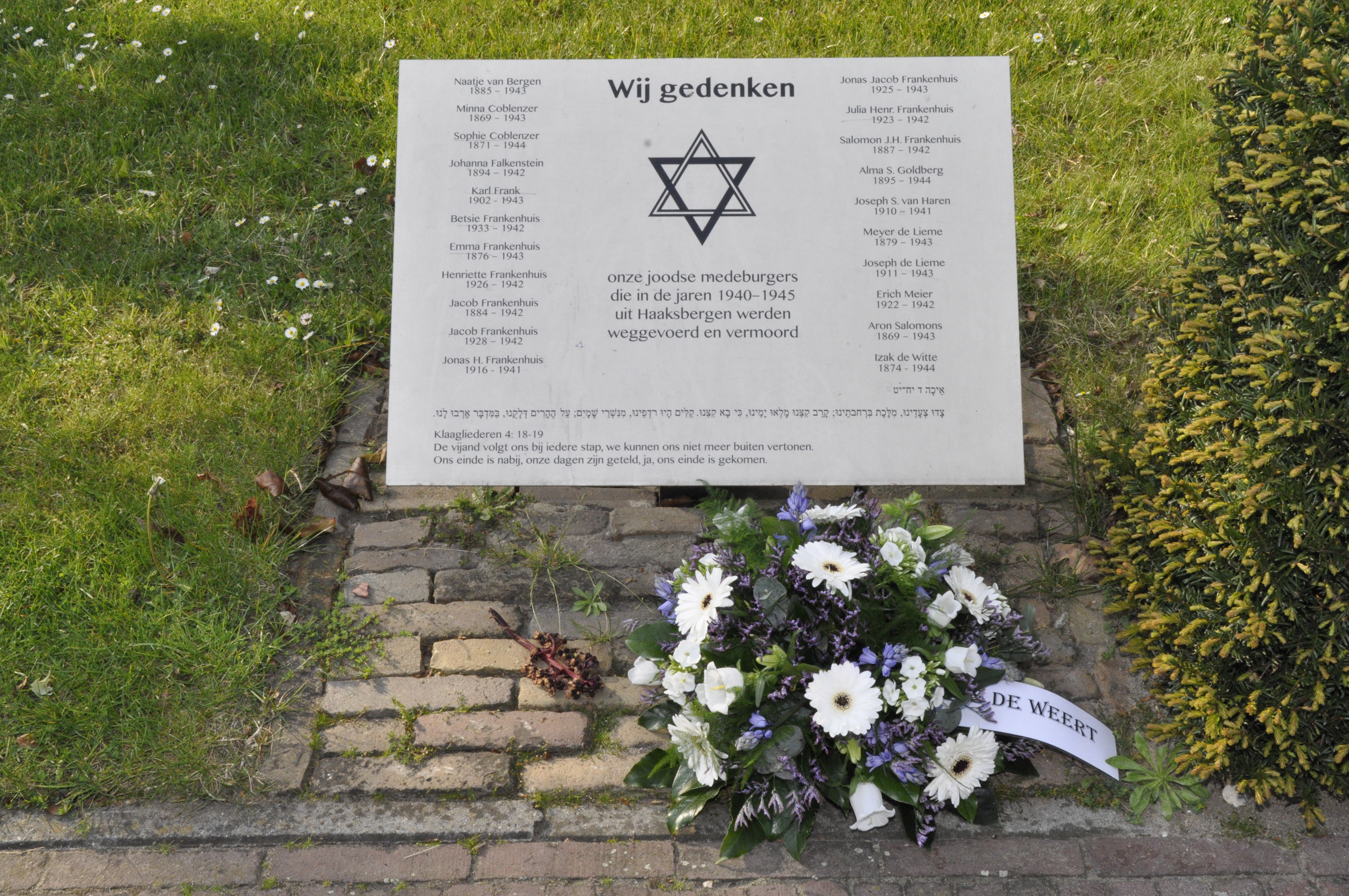
Plaquette bij de synagoge van Haaksbergen (2014)

Sinds juni 1982 is de voormalige orthodox-joodse NIG-synagoge weer in gebruik als gebedshuis, maar nu van de Liberaal Joodse Gemeente Twente (LJG Twente), opgericht in december 1971. Het gebouw wordt beheerd door de Stichting Synagoge Haaksbergen, die het gebouw ook als Beet Midrasj, leerhuis, gebruikt. Regelmatig zijn er rondleidingen en af en toe wordt het gebouw door derden gebruikt. Sinds de restauratie bezoeken jaarlijks in het kader van het Anne Frank-project de hogere groepen van het lokale basisonderwijs de synagoge om er les te krijgen over de geschiedenis van het Haaksbergse Jodendom en over hedendaags Jodendom. Daarbij wordt ook een bezoek gebracht aan de nabijgelegen Ertugrul Gazi moskee.
Op het gazon naast de synagoge staat een beeld ter nagedachtenis aan Betsy Frankenhuis (1933-1942), het jongste Joodse oorlogsslachtoffer uit Haaksbergen. Dit beeld is opgenomen in de jaarlijkse route van de Stille Tocht op 4 mei. In 2012 werd hierbij een plaquette geplaatst met de namen van de Haaksbergse vermoorde Joodse burgers in de jaren van de Duitse bezetting. Wegens de veelvuldig plaatsvindende roof van bronzen voorwerpen werd dit beeld samen met andere in 2013 tijdelijk veiliggesteld op de Gemeentewerf. Inmiddels zijn de bronzen beelden in de gemeente Haaksbergen teruggeplaatst.